# Krimschild

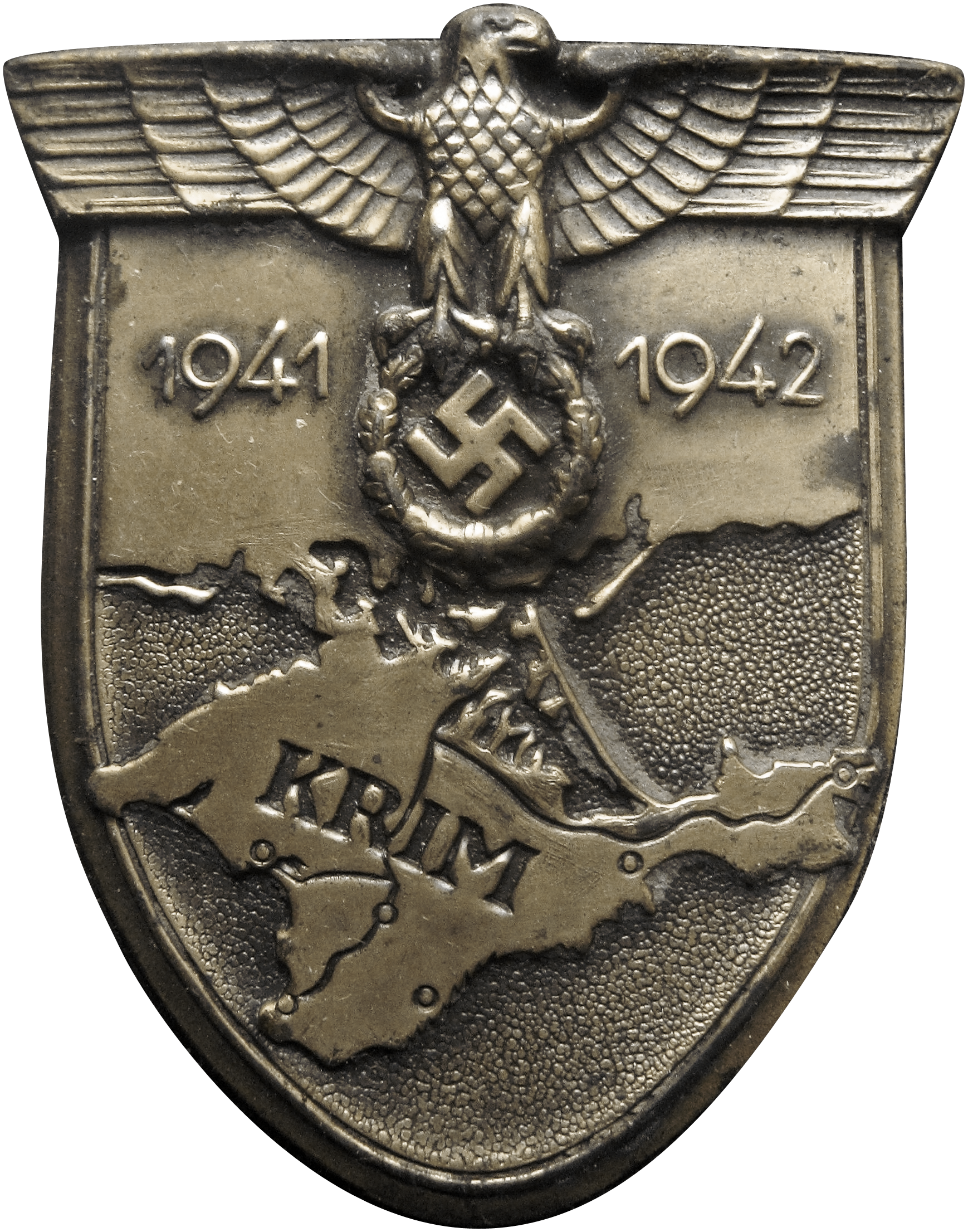
Krimschild in der stiftungsmäßigen Ausführung

Der Krimschild war ein Kampfabzeichen der deutschen Wehrmacht in Form eines Ärmelschildes, das während des Zweiten Weltkriegs verliehen wurde.

## Hintergrund zur Schaffung dieser Auszeichnung
Die Heeresgruppe Süd eroberte vom Herbst 1941 bis Sommer 1942 die Halbinsel Krim. Nach Beendigung der Kampfhandlungen wurde schließlich am 25. Juli 1942 der Krimschild zur Erinnerung an die Kämpfe der 11. Armee unter dem Befehlshaber Generalfeldmarschall Erich von Manstein von Adolf Hitler gestiftet.

## Stiftungsverordnung
Verordnung über die Stiftung des Krimschildes vom 25. Juli 1942
- Artikel 1: Zur Erinnerung an die heldenhaften Kämpfe um die Krim stifte ich den Krimschild.
- Artikel 2: Der Krimschild wird zur Uniform am linken Oberarm getragen.
- Artikel 3:
  - (1) Der Krimschild wird verliehen als Kampfabzeichen an alle Wehrmachtangehörigen und der Wehrmacht unterstellten Personen, die in der Zeit vom 21. September 1941 bis 4. Juli 1942 an den Kämpfen um die Krim zu Lande, in der Luft und zu Wasser ehrenvoll beteiligt waren.
  - (2) Die Verleihung vollzieht in meinem Namen Generalfeldmarschall von Manstein.
- Artikel 4: Der Beliehene erhält ein Besitzzeugnis.
- Artikel 5: Durchführungsbestimmungen erläßt der Chef des Oberkommandos der Wehrmacht.

## Verleihungsbedingungen

Stiftungsrelevante Schlachten, die zur Verleihung des Krimschildes berechtigten

Der Krimschild konnte an alle Wehrmachtangehörigen und der Wehrmacht unterstellten Personen verliehen werden, die in der Zeit vom 21. September 1941 bis 4. Juli 1942 an den Kämpfen um die Krim, d. h. südlich der Landenge von Perekop, zu Lande, in der Luft und zu Wasser „ehrenvoll“ teilgenommen und eine der folgenden Bedingungen erfüllt hatten:
- Teilnahme an einer Schlacht. Als Schlachten waren laut Stiftungsverordnung anerkannt:

1. Durchbruchsschlacht bei Perekop vom 21. bis 30. September 1941
2. Durchbruchsschlacht bei Juschun vom 18. bis 27. Oktober 1941
3. Krim-Verfolgungskämpfe, Durchbruch Kertsch 28. Oktober bis 16. November 1941
4. Erster Angriff auf Sewastopol 17. bis 31. Dezember 1941
5. Schlacht bei Feodossija vom 15. bis 18. Januar 1942
6. Abwehrkämpfe an der Parpatsch-Stellung vom 19. Januar bis 7. Mai 1942
7. Wiedereroberung der Halbinsel Kertsch vom 8. bis 21. Mai 1942
8. Einnahme von Sewastopol vom 7. Juni bis 4. Juli 1942

- Verwundung
- ununterbrochener Aufenthalt (südlich der Linie Genischesk-Salkowo-Perekop) von drei Monaten auf der Krim (Orte inbegriffen)

Die abgebildete Karte der Halbinsel Krim zeigt die in der Stiftungsverordnung erwähnten Schlachten sowie die allgemeine Verleihungsgrenze des Krimschildes am oberen Bildrand. Die Verleihungsvorschläge für den Krimschild mussten bis zum 31. März 1943 dem Oberkommando des Heeres eingereicht und diese dann bis zum 1. Oktober 1943 abgeschlossen sein. Der Krimschild wurde auch Soldaten der rumänischen Streitkräfte verliehen.

## Verleihungspraxis

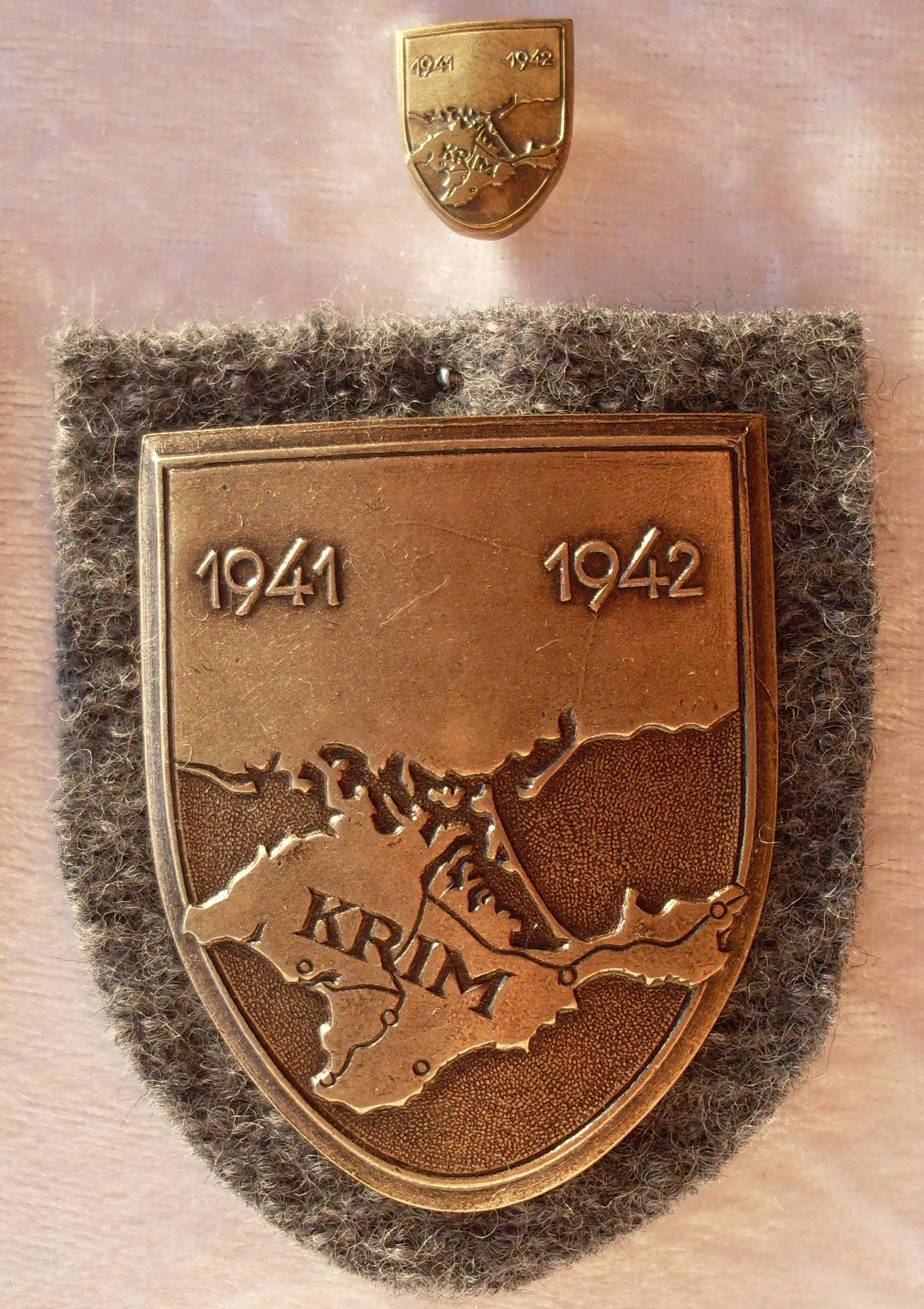
Krimschild der 57er Version mit 16-mm-Anstecknadel

Die Verleihung vollzog „im Namen des Führers“ Generalfeldmarschall von Manstein. Der Beliehene erhielt zudem ein Besitzzeugnis. Die Verleihung des Ärmelschildes konnte auch postum erfolgen. In diesem Fall wurde der Krimschild mit Verleihungsurkunde den Hinterbliebenen zugesandt.

## Trageweise

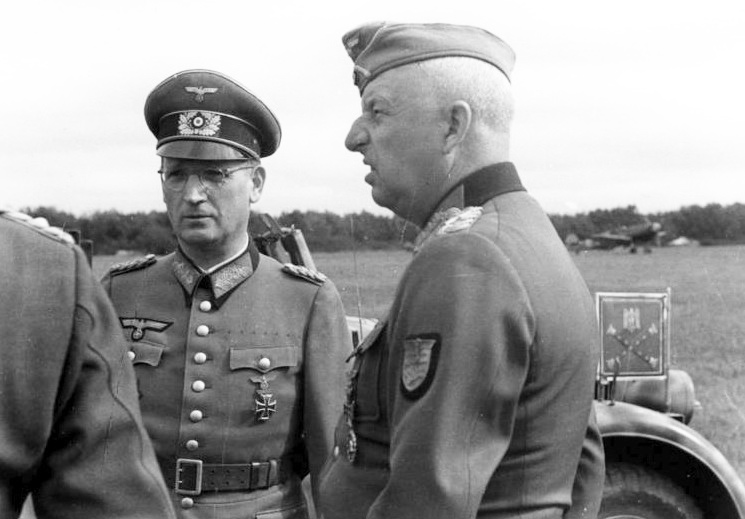
Korrekte Trageweise des Krimschilds am linken Oberarm des Waffenrocks (Erich von Manstein)

Der Krimschild wurde, wie alle Ärmelschilde der Wehrmacht, zur Uniform am linken Oberarm getragen. Er konnte auch zu allen Uniformen der Partei und des Staates getragen werden. Zur bürgerlichen Kleidung durfte eine verkleinerte Form (16 mm Nadel) des Krimschildes am linken Rockaufschlag getragen werden. Soldaten mit mehreren Ärmelschilden (Narvikschild, Cholmschild) und des hier genannten Krimschilds trugen den ersten Schild ca. 7 cm von der Armlochnaht des linken Oberärmels der Feldbluse und des Mantels entfernt. Der zweite Schild wurde 0,5 cm unterhalb der Tuchunterlage des ersten Schildes angebracht. Inhaber von drei Schilden trugen den Cholm- und Krimschild nebeneinander und zwar 0,5 cm unterhalb der Tuchunterlage des Narvikschildes und zwar den Cholm- vor dem Krimschild.

## Verleihungszahlen
Die exakte Anzahl der Verleihungen, einschließlich der an Rumänen, ist nicht mehr bekannt, da die Unterlagen als verloren gelten. Es wird vermutet, dass zwischen 200.000 und 300.000 Ärmelschilde ausgegeben worden sind. Darunter zwei vergoldete Ärmelschilde für:
- Generalfeldmarschall Erich von Manstein
- Marschall Ion Antonescu

## Material und Aussehen
Der Krimschild selbst wurde zumeist aus einfachem Eisenblech gestanzt, später auch aus Feinzink hergestellt. Der Schild hat gerundete Form, an seinem oberen Rand ist ein Reichsadler dargestellt. Unter den Schwingen des Adlers ist links die Jahreszahl 1941 und rechts die Jahreszahl 1942 zu sehen. Den Hauptteil des Schildes nimmt die erhaben gestanzte geografische Darstellung der Krim nebst seiner nördlichen Ausläufer (heutige Bezeichnung: Cherson und Saporischschja) ein. In das Relief der Krim ist das Wort KRIM in Großbuchstaben schräg nach rechts unten verlaufend eingestanzt.

## Sonstiges
Laut Gesetz über Titel, Orden und Ehrenzeichen vom 26. Juli 1957 ist das Tragen der Auszeichnung in der Bundesrepublik Deutschland nur ohne nationalsozialistische Embleme gestattet.